# Gamla stan
Pour l’article homonyme, voir Gamla stan (Falkenberg).
Gamla stan est la « vieille ville » (traduction littérale du suédois), cœur historique et géographique de Stockholm en Suède. 

## Situation et accès
Elle est répartie sur trois îles de Stadsholmen,  Riddarholmen et Helgeandsholmen, situées à l'extrémité est de la baie de Riddarfjärden.
Ces îles sont reliées entre elles ainsi qu'à Södermalm et à Norrmalm par de nombreux ponts, notamment le Guldbron, le Strömbron et le Centralbron, ce qui vaut à Gamla stan d'être également surnommée « la ville entre les ponts ».
Jusqu'au 1er janvier 2007, Gamla stan dépend administrativement du district de Maria-Gamla Stan, avant que celui-ci soit rattaché à celui de Södermalm. 

## Historique
Elle a été fondée au XIIIe siècle et est de nos jours formée de rues pavées et de ruelles de style médiéval. Les premiers habitants de la ville sont d'ascendance allemande et l'architecture de Gamla stan s'en ressent.

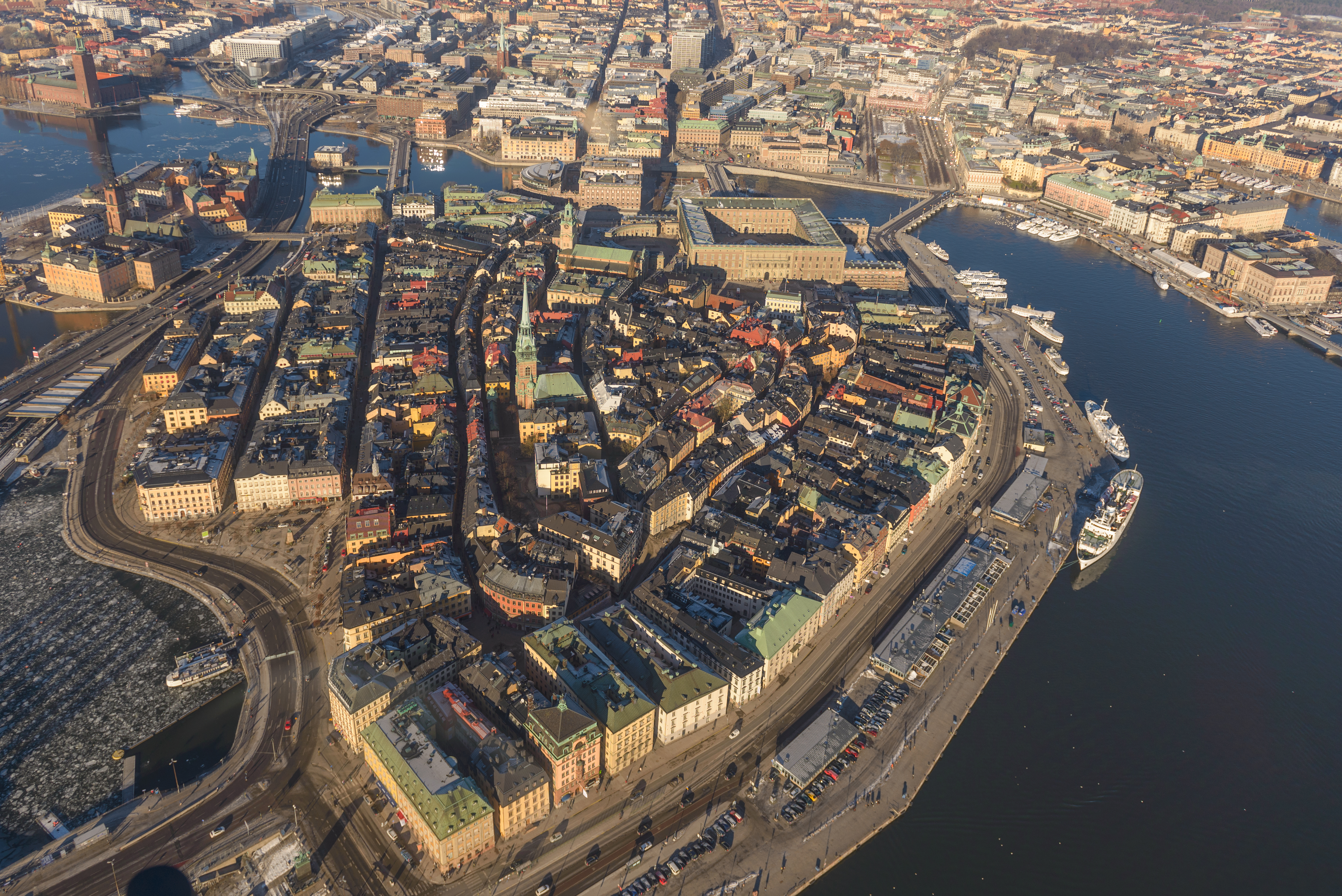
Gamla stan vue du ciel en 2013.

La place Stortorget est le lieu du bain de sang de Stockholm en 1520, quand des membres de la noblesse suédoise sont exécutés sur l'ordre du roi danois Christian II. La révolte qui suit signe la fin de l'union de Kalmar et le début de la dynastie Vasa.

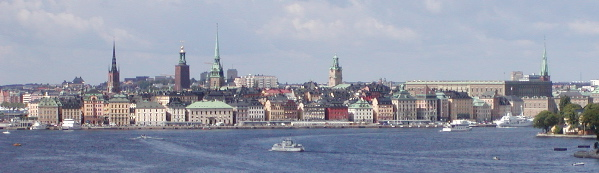
Une vue panoramique de Gamla stan depuis le port.

## Lieux
Gamla stan comporte de nombreux bâtiments historiques, religieux ou culturels comme le musée Nobel, la maison de la noblesse (Riddarhuset), la cathédrale de Stockholm (Storkyrkan), l'église de Riddarholmen (Riddarholmskyrkan), l'église allemande mais surtout le palais royal, construit au XVIIIe siècle sur les décombres du précédent palais qui avait brûlé.
La place pittoresque située au centre de Gamla stan porte le nom de Stortorget. Elle comporte sur ses côtés de nombreux commerces, ainsi que le vieux bâtiment de la bourse de Stockholm (Börshuset), siège de l'Académie suédoise. Ses maisons aux façades hautes et étroites, peintes en ocre ou en rouge, témoignent de la présence allemande passée.
Plusieurs rues traversent la vieille ville, dont les plus importantes sont Stora Nygatan, Österlånggatan, Västerlånggatan (que l’on peut traduire par « longue rue occidentale ») et Tyska Brinken (ce qui signifie « colline allemande »).
Une statue de Saint Georges terrassant le dragon réalisée par Bernt Notke se trouve dans la cathédrale, alors que Riddarholmskyrkan est la nécropole de la monarchie suédoise.
Jusqu'à récemment, Gamla stan était relativement abandonnée ; beaucoup de ses bâtiments historiques se délabraient. Dans les vingt dernières années, elle est toutefois devenue un lieu touristique d'importance, grâce au charme de son architecture de style médiéval ou Renaissance.

## Galerie

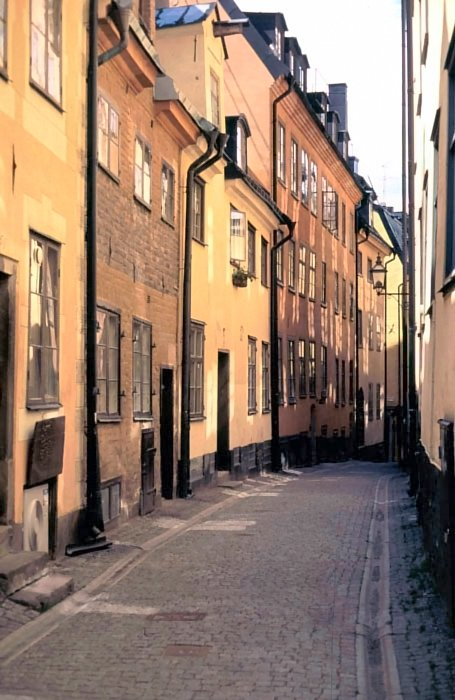
Une rue de Gamla stan.
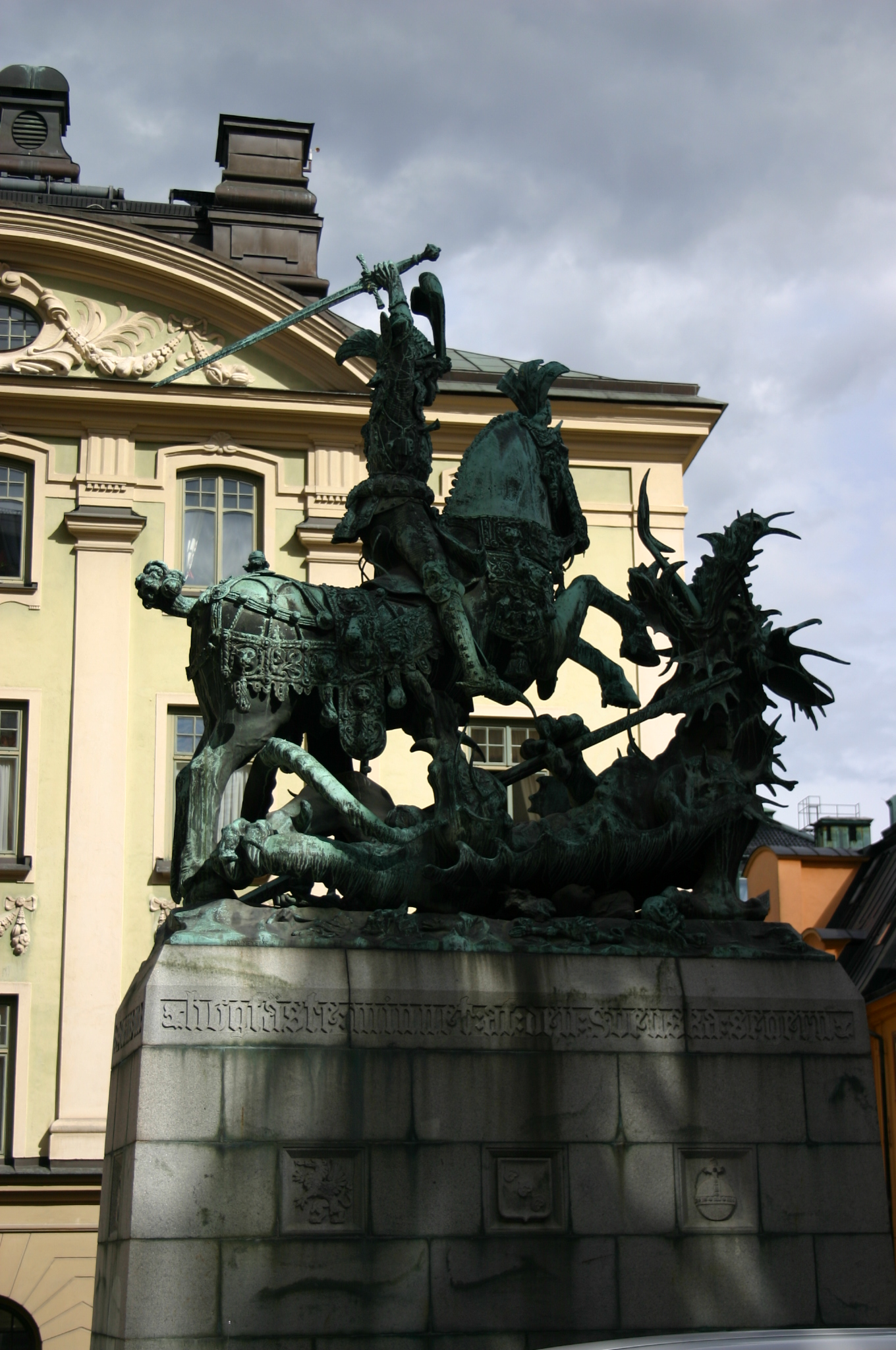
Saint Georges terrassant le dragon.
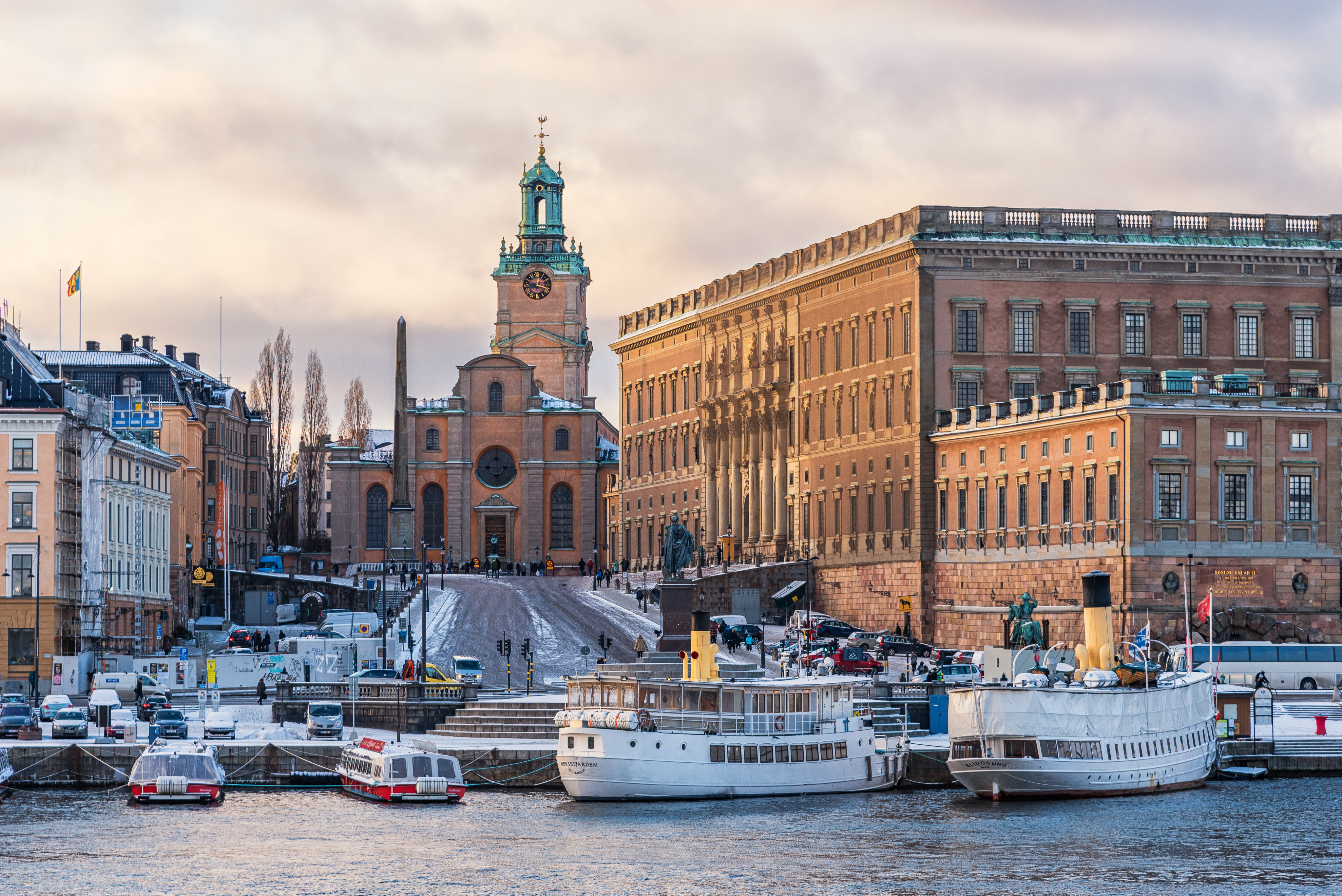
L'église Storkyrkan à côté du palais royal de Stockholm, Gamla stan (janvier 2016).
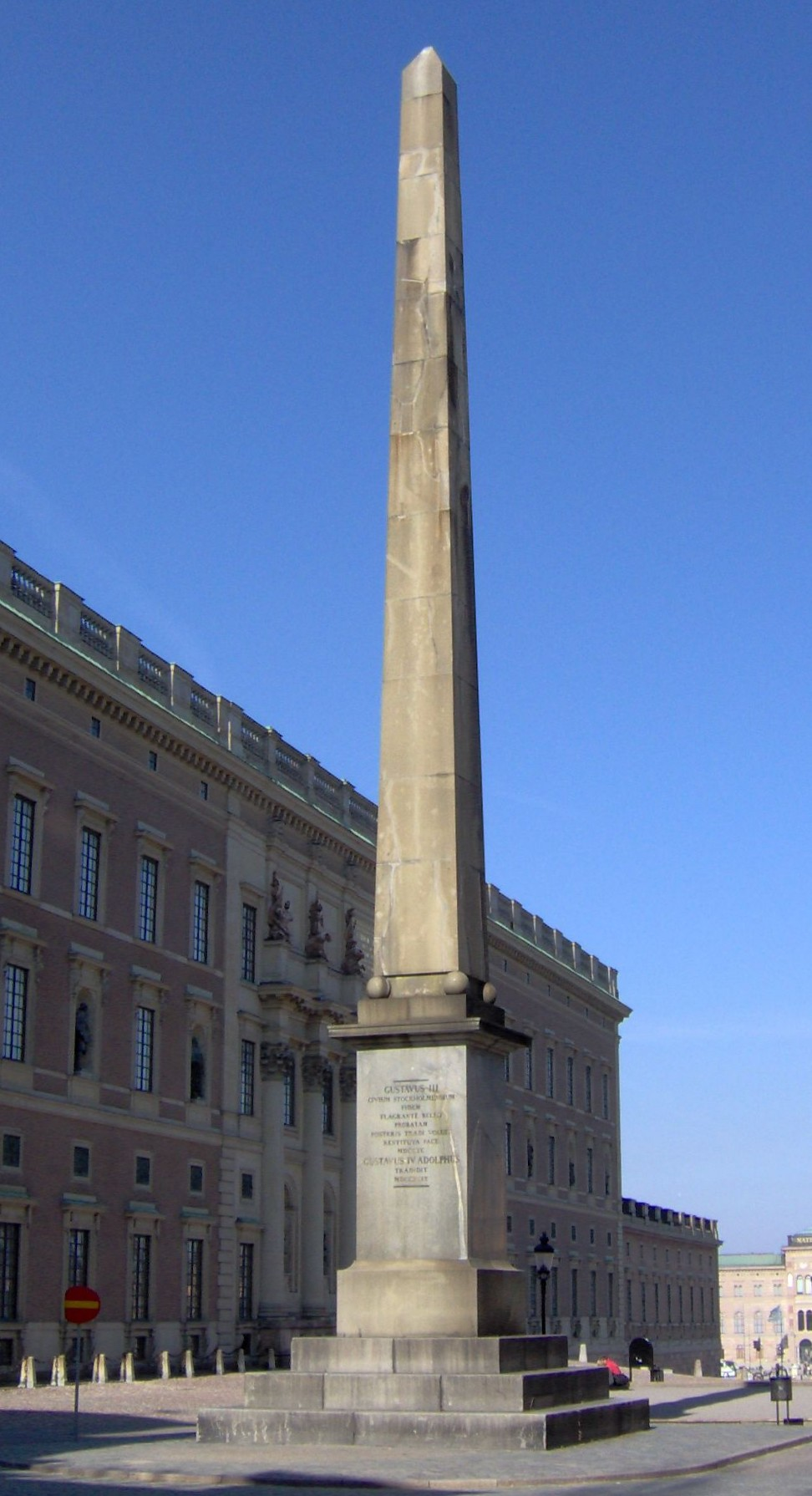
L'obélisque de Slottsbacken.
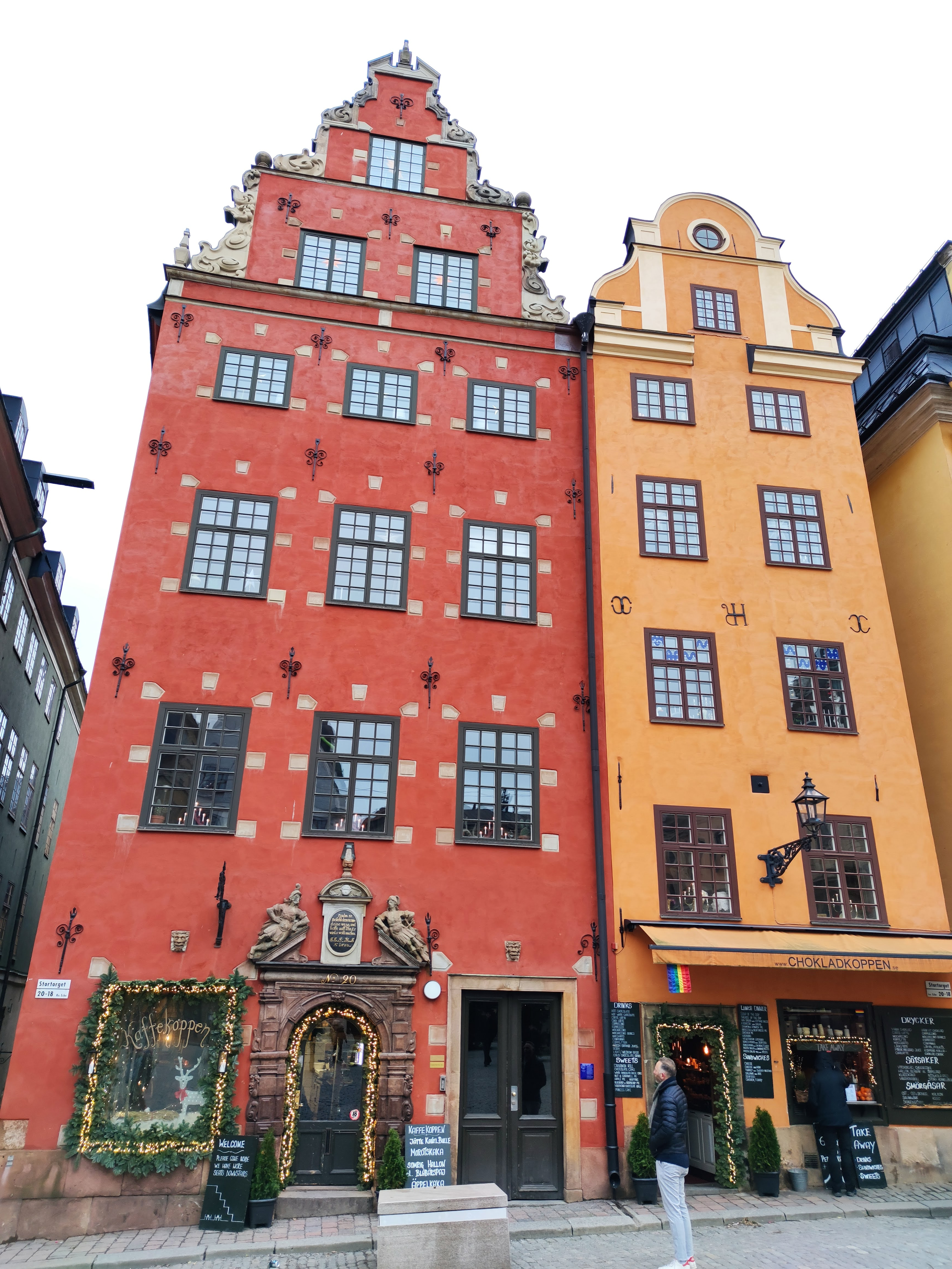
Maisons de la place Stortorget.
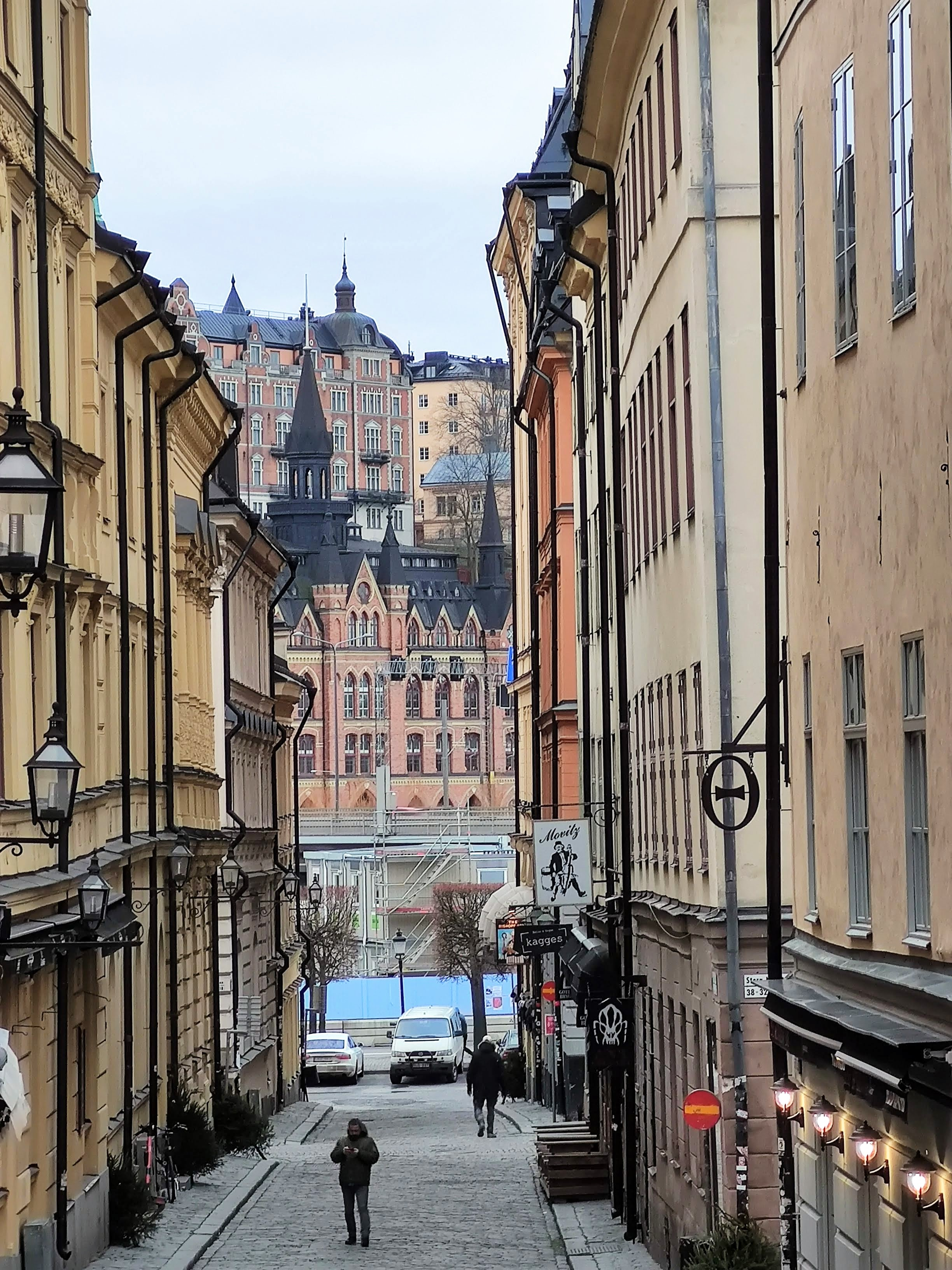
La rue Tyska Brinken.